# Операция «Гроздья гнева»
Операция «Гроздья гнева» (ивр. מבצע ענבי זעם‎) — военная операция Армии обороны Израиля, проведённая в апреле 1996 года против группировки «Хезболла», признанной террористической организацией в Канаде, Нидерландах, Израиле, США и Египте, а также частично в Австралии и Великобритании.
Причиной операции стали массовые обстрелы территории Израиля неуправляемыми реактивными снарядами, проведённые боевиками «Хезболлы» в нарушение соглашений, достигнутых после Операции «Сведение счётов» (1993), особенно усилившиеся с конца 1995 до начала апреля 1996 гг. Так, «с 4 марта по 10 апреля были убиты 7 и ранены 22 израильтянина (из них 16 военнослужащих). В ходе перестрелок также был убит 1 боевик „Хезболлы“ и 3 мирных жителя Ливана, 7 ливанцев получили ранения».
После обстрела г. Кирьят-Шмона Израиль ответил начав артиллерийские обстрелы и воздушные бомбардировки объектов по учебно-тренировочному центру «Хезболлы» в долине Бекаа и по её командным пунктам и штабам на юге Ливана и в районе Бейрута.
Объявленной целью операции было оказание давления на правительство Ливана с тем, чтобы оно приняло меры по пресечению деятельности «Хезболлы». В свою очередь, боевики этой организации начали интенсивный ракетный обстрел северных районов Израиля.

## Ход боевых действий
Операция началась 11 апреля 1996 года.
В ходе операции, израильская артиллерия выпустила 21 тыс. снарядов по территории Ливана, израильские ВВС совершили 2,5 тыс. самолёто-вылетов. Израильское командование сообщало, что главной целью атак были места запуска ракет по территории Израиля и командные пункты «Хезболлы».
Согласно российским источникам, «Хезболла» выпустила 800 ракет (500 — по территории Израиля, и 300 — по объектам в «зоне безопасности»). Хьюман Райтс Вотч пишет о 639 ракетах, выпущенных только по территории Израиля, и отмечает, что эти обстрелы были непосредственно направлены на нанесение потерь среди гражданского населения и ущерба инфраструктуре Израиля. 14 апреля представитель «Хезболлы» заявил: «Мы выпускаем десятки ракет по сионистским поселениям. […] и превратим северный Израиль в ад».
Операция была прекращена Израилем после того, как 18 апреля 1996 года израильская артиллерия обстреляла пост миротворческих сил ООН возле деревни Кана в ответ на ракетные обстрелы, проведённые «Хезболлой» из мест, находившихся в непосредственной близости к посту ЮНИФИЛ. В результате погибло более 100 и было ранено 116 ливанских беженцев, среди которых были женщины и дети. Кроме того, получили ранения четверо военнослужащих миротворческого контингента. «Хьюман Райтс Вотч» также сообщает о том, что при попытке предотвратить обстрелы «Хезболлы» из непосредственной близости к постам ЮНИФИЛ, её боевиками был убит офицер из Фиджи, и двое солдат из Непала были ранены.
Согласно ряду источников, размещение своих ракетных позиций вблизи мест проживания гражданского населения и постов ООН, было обычной практикой «Хезболлы». Согласно М. Диибу, премьер-министр Израиля Шимон Перес возложил ответственность за трагедию в Кане на «Хезболлу» и поддерживающий её Иран. Сам М. Дииб возлагает ответственность в целом за провоцирование операции «Гроздья гнева» и её последствия, в том числе, и на Сирию, и считает, что Ш. Перес, при этом не упомянул Сирию только исходя из своих тактических соображений.

## Прекращение огня
После того, как конфликт вышел на международный уровень состоялись переговоры представителей США, Франции и России с заинтересованными сторонами, в том числе, раздельные визиты государственного секретаря США У. Кристофера и министра иностранных дел России Е. М. Примакова в Сирию, Ливан и Израиль.
Согласно А. Е. Бовину, «американцы однозначно оправдывали Израиль: во всем виновата «Хезболла», Израиль лишь использовал «право на самооборону». Москва реагировала иначе: пока Израиль оккупирует часть Ливана, перекладывать всю ответственность на «Хезболлу» нельзя». В ходе встреч Е. М. Примакова с руководством Израиля, Ш. Перес сказал, что «Израиль не может мириться с обстрелом своей территории. Что Израилю не нужна ливанская земля — нужна безопасность. Что Израиль не может уйти из Ливана, не получив гарантий безопасности. Но Ливан такие гарантии дать не может, а Сирия — не хочет», а министр обороны Э. Барак даже задал Примакову вопрос: «А если бы ракеты упали на Петербург, что бы вы делали?» В результате разногласий между США и Францией с одной стороны и Россией — с другой, соглашение о прекращении огня было достигнуто без участия России. В комиссию по соблюдению условий соглашения были включены конфликтующие стороны (Израиль, Ливан и Сирия), США и Франция.
Прекращение огня вступило в силу 27 апреля.

## Результаты операции

### Ливан
По официальным данным правительства Ливана, в результате авианалётов и артиллерийских обстрелов были убиты два и получили ранения 20 военнослужащих ливанской армии, кроме того, погибли два сирийских военнослужащих и до 200 ливанских граждан, свыше 300 ливанских граждан получили ранения. Общий ущерб экономике Ливана составил 500 млн долларов США (были разрушены две электростанции, мосты, ЛЭП, жилые дома и другие объекты гражданской инфраструктуры).

### Израиль
Израильская армия потеряла трёх солдат убитыми. От 40 (Зарубежное военное обозрение) до 62 израильских мирных жителей (Хьюман Райтс Вотч) получили ранения в результате ракетных обстрелов территории Израиля.

### «Хезболла»
Потери «Хезболлы» достоверно не известны, руководство организации признало потерю 9 человек убитыми, однако по другим данным, было уничтожено около 50 боевиков.